# Marionobiotus jeanneli
Marionobiotus jeanneli is een eenoogkreeftjessoort uit de familie van de Thalestridae. De wetenschappelijke naam van de soort is voor het eerst geldig gepubliceerd in 1940 door Chappuis.